# Climat tropical

Carte des climats mondiaux. Le climat tropical est délimité au nord par le tropique du Cancer et au sud par le tropique du Capricorne.

Le climat tropical est un type de climat présent entre les tropiques, généralement jusqu'à 14° de latitudes nord et sud.
Dans le système de classification des climats défini par Köppen, un climat tropical est un climat non aride où la température moyenne mensuelle ne descend pas en dessous de 18 °C tout au long de l'année. Toutefois, la notion de transversalité des climats arides, unis en un groupe commun, est discutable, et il est tout à fait envisageable de considérer comme valide la notion de climats arides tropicaux (tels que ceux qui concernent le sud du Sahara et de la péninsule Arabique, par exemple, ou encore une bonne partie du nord de l'Australie, ou la côte pacifique aride du Pérou), lesquels se distinguent clairement des climats arides tempérés ou froids (désert de Gobi, et autres).
Selon Köppen, c'est donc la pluviosité qui définit avant tout les saisons. Il existe une saison sèche (faibles températures, précipitations quasiment nulles) et une saison humide (hautes températures, très fortes précipitations), la saison sèche ayant lieu autour du solstice d'hiver (décembre dans l'hémisphère nord, juin dans l'hémisphère sud), lorsque les températures sont généralement plus fraîches, et la saison humide autour du solstice d'été (juin dans l'hémisphère nord, décembre dans l'hémisphère sud), lors des mois les plus chauds. Mais là encore, cela reste très approximatif : bien qu'assez rares, des climats tropicaux avec sécheresse estivale et pluies hivernales existent bel et bien : moitié est de l'île d'Hawaï, îles Canaries (San Andrés y Sauces, avec 600 mm annuels centrés sur l'hiver et une température moyenne du mois le plus froid de 18,6 °C), centre-nord du Viêt Nam, certaines régions du Brésil, etc. D'autres régions ont un régime des pluies intermédiaire, avec sécheresse de février à juillet (dans l'hémisphère nord, d'août à janvier dans l'hémisphère sud), les pluies démarrant donc assez tard (comparé au climat tropical typique de mousson) et se prolongeant tout l'automne, jusqu'au début de l'hiver (Nouméa, Lagunillas et plusieurs autres points du sud de la Basse-Californie, Trinquemalay, etc.). Enfin, il existe sous les tropiques, mais à plus de 10-15° de latitude, des territoires clairement tropicaux (car l'amplitude thermique et la latitude sont trop élevés pour qu'on les considère comme équatoriaux) mais qui ont des précipitations (abondantes, modérées, ou faibles, sans être trop limitées pour rentrer dans le cadre de l'aridité) réparties de manière plus ou moins homogène.
En dehors de ces cas particuliers, pour ce qui est du cadre général, le maximum pluviométrique est lié à la présence de la zone de convergence intertropicale. Le régime tropical classique ne comporte alors qu'un maximum, qui se place au solstice d'été, ainsi les pluies d'été ou d'automne rafraichissent l'atmosphère et abaissent les moyennes thermiques (c'est l'hivernage). La saison humide est plus ou moins longue, selon la distance par rapport à l'équateur. On peut alors distinguer :
- les régions les plus proches de l'équateur, qui relèvent en fait du climat équatorial (avec peu ou pas de saison sèche) ;
- les climats de mousson tropicaux (car la mousson peut aussi remonter jusque dans les zones « sub » tropicales (supra-tropicales pour être correct) ;
- le climat tropical de savane (avec, comme végétation, des savanes, ou encore des épineux).

## Climat subtropical
On associe souvent de manière abusive les climats tropicaux et subtropicaux. Le second terme renvoie aux latitudes plus élevées, avec des climats chauds en été mais connaissant une vraie saison froide en hiver, même si les températures restent relativement douces. C'est le cas du climat méditerranéen ou plus typiquement du climat subtropical humide (Sud-Est des États-Unis, Brisbane en Australie, Durban en Afrique du Sud, etc.).

## Distinction climat équatorial
Pour bien distinguer les climats tropicaux des climats équatoriaux, il faut se rappeler que ces derniers n'ont pas de saison sèche digne de ce nom, mais des conditions presque constamment humides. En outre, il n'y a pratiquement aucune amplitude thermique affectant leurs températures moyennes annuelles, ni d'écarts dans la durée du jour, etc. Comme indiqué ci-dessus, les régions les plus proches de l'équateur relèvent du climat équatorial.

## Écosystèmes et plantes tropicales
Le terme tropical désigne souvent des zones chaudes et humides toute l'année et où la végétation est luxuriante, ce qui en fait inclut une grande partie des zones équatoriales.

Certaines forêts tropicales, en particulier sur les reliefs où se forment des nuages persistants en toute saison, correspondent aussi à cette description, mais la majorité des couverts tropicaux varient avec une saison sèche, durant laquelle la plupart des arbres perdent leurs feuilles et les plantes basses se dessèchent, suivie d'une saison humide, où tout reverdit. Inversement en altitude existent des flores apparemment moins typiquement tropicales qui (comme la flore de montagne du Kilimandjaro ou du Mauna Kea).
Pour une même unité de surface ou de volume, les animaux, champignons et végétaux de la zone tropicale et équatoriale sont proportionnellement plus nombreux et variés que dans les zones plus proches des pôles. De nombreuses études ont conclu que les écosystèmes sont non seulement plus riches en espèce s'ils sont proches de l'équateur, mais que les interactions biotiques (notamment la concurrence interspécifique et la prédation) y sont également plus intenses qu'aux latitudes supérieures, surtout dans la forêt tropicales humides, au point que certains considèrent que ce principe est l'une des lois fondamentales de l'écologie. Par exemple Roslin et al. (2017) ont disposé de fausses chenilles (plasticine verte) sur des sites situés sur six continents et sur un gradient latitudinal de plus de 11 600 km. En observant les traces de morsures ou de bec laissés par les prédateurs Ils ont constaté que le taux de prédation sur ces pseudo-chenilles augmentait en s'approchant de l'équateur. De plus les prédateurs y sont plus souvent des prédateurs d'arthropodes (comme les fourmis) que des oiseaux et mammifères. Un modèle semblable existe pour l'altitude. Ce gradient est retrouvé aux échelles mondiales et régionales. Dans les zones plus chaudes, le développement est plus rapide, mais la pression de prédation est également plus intense.